# Německý celní spolek

Zollverein a sjednocení Německa.

Německý celní spolek známý pod německým názvem Zollverein (česky: celní spolek) byla celní unie vzniklá v roce 1834 na území dnešního Německa (tehdy Německého spolku). Před vznikem Zollvereinu nesčetné množství celních bariér omezovalo obchod a rozvoj průmyslu, ale vládci států nebyli ochotni vzdát se příjmů z cel. Vznik této celní unie přispěl k vytvoření volného obchodu, což se stalo důležitým krokem k sjednocení Německa.
Cílem tohoto celního spolku byla snaha odstranit rakouský vliv na Německo, zlepšení hospodářství a posílení Německa proti možnému francouzskému vlivu a zároveň snížit ekonomickou závislost menších států. Zatímco se snažili odstranit celní bariéry mezi členskými státy, zboží ze států, jež nebyly členy unie, bylo zatíženo dovozním clem.
Počátky celního spolku sahají k vytvoření Německého spolku po roce 1815. Tři roky poté v roce 1818 schválilo Prusko celní předpis, který zrušil všechny vnitřní celní poplatky a ustanovilo Pruský celní prostor. Zároveň oznámilo, že je ochotno zavést volný obchod se sousedními státy. V roce 1866, kdy skončila válka mezi Pruskem a Rakouskem, se původní celní spolek rozpadl, aby byl následujícího roku obnoven, poté co se k tomuto spolku připojilo několik malých německých států. Roku 1871 došlo ke sjednocení v jeden stát, kdy jediným členem Zollvereinu, který nebyl součástí sjednoceného Německa zůstalo Lucembursko, které ve spolku setrvalo až do roku 1919.

## Vývoj
- 1818: Vznikla Pruská celní unie (prostor), zahrnující Pruské království a Hohenzollernská knížectví
- 1819:	Bádensko neúspěšně prosazuje vznik celního spolku v rámci Německého spolku. Schwarzburg-Sondershausen (enkláva v Prusku) se připojuje k pruskému celnímu spolku
- 1821:	Anhaltsko (enkláva v Prusku) se připojuje k pruskému celnímu spolku
- 1826:	Meklenbursko-Zvěřínsko se připojuje k pruskému celnímu spolku
- 1828:	Bavorsko a Württembersko vytváří Bavorsko-württemberskou celní unii. Prusko a Hesensko-Darmstadtsko utváří Prusko-hesenský celní spolek, jehož součástí jsou i členové pruského celního spolku. Smlouvou z Kasselu utváří několik středoněmeckých a severoněmeckých státu Středoněmecký celní spolek. Jeho členy jsou: Sasko, Hannoversko, Hesensko-Kasselsko, Sasko-Výmarsko-Eisenašsko, Sasko-Altenbursko, Sasko-Kobursko-Gotha, Nasavsko, Schwarzburg-Rudolstadt, Frankfurt nad Mohanem, Sasko-Meiningensko, Brunšvicko, Schwarzburg-Sondershausen, Reuss, Brémy, Oldenbursko a Hesensko-Hombursko.
- 1831:	Hesensko-Kasselsko a Sasko se připojují k Prusko-hesenskému celnímu spolku. Königsberg (exkláva Saska-Koburku) a Ostheim (exkláva Saska-Výmaru) se připojují k Bavorsko-württemberské celní unii
- 1833:	Jsou ujednány smlouvy o jednotném Německém celním spolku (Zollverein). Dle smluv dojde ke spojení Prusko-hesenského celního spolku, Bavorsko-württemberské celní unie a Středoněmeckého celního spolku.
- 1834: Smlouvy o Německém celním spolku vstupují v platnost a oficiálně vzniká Německý celní spolek.
- 1835:	Hesensko-Hombursko, Bádensko a Nasavsko se připojují k Německému celnímu spolku.
- 1836: Městský stát Frankfurt nad Mohanem se připojuje k Německému celnímu spolku.
- 1838	Je podepsána Drážďanská měnová dohoda, která vede ke sjednocení kurzu mincí obíhajících v Německém celním spolku (1 tolar = 1,75 guldenu).
- 1841:	Brunšvicko se připojuje.
- 1842:	Lucembursko se připojuje.
- 1851:	Hannoversko se stává členem Německému celnímu spolku.
- 1852:	Oldenbursko se stává členem Německému celnímu spolku.
- 1857	Je podepsána Vídenská měnová dohoda mezi státy Německého celního spolku a Rakouskem a Lichtenštejnskem, vedoucí k dalšímu sjednocení kurzů oběživa.
- 1864:	Prusko a Rakousko získávají ve válce s Dánskem vévodství Šlesvicko a Holštýnsko a Sasko-Lauenbursko, kter byly součástí dánského celního prostoru.
- 1865:	Švédsko-norská unie podepisuje se státy Německého celního spolku dohodu o volném obchodu.
- 1868:	Šlesvicko-Holštýnsko (součást Pruska), Sasko-Lauenbursko (součást Pruska) a Meklenbursko-Střelicko se připojují k Německému celnímu spolku.
- 1871: Vznik Německého císařství; jeho součástí je i Alsasko-Lotrinsko, které se díky tomu stává součástí Německému celnímu spolku.
- 1888:	Německé městské státy Hamburk a Brémy se připojují k Německému celnímu spolku jako poslední části Německého císařství.
- 1919: Lucembursko vystupuje z Německého celního spolku.